# Theope archimedes
Theope archimedes is een vlindersoort uit de familie van de prachtvlinders (Riodinidae), onderfamilie Riodininae.
Theope archimedes werd in 1793 beschreven door Fabricius.